# Muzimes iranicus
Muzimes iranicus là một loài bọ cánh cứng trong họ Meloidae. Loài này được Maran miêu tả khoa học năm 1940.